# ريتشارد ماركود
ريتشارد ماركود (بالإنجليزية: Richard Marquand)‏ (و. 1937 – 1987 م) هو مخرج أفلام، وكاتب سيناريو، ومنتج أفلام من المملكة المتحدة، وويلز، توفي عن عمر يناهز 50 عاماً، بسبب سكتة.

## التعليم
تعلم في كلية الملك في كامبريدج.

## وصلات خارجية
- ريتشارد ماركود على موقع IMDb (الإنجليزية)
- ريتشارد ماركود على موقع ألو سيني (الفرنسية)
- ريتشارد ماركود على موقع تيرنر كلاسيك موفيز (الإنجليزية)
- ريتشارد ماركود على موقع أول موفي (الإنجليزية)
- ريتشارد ماركود على موقع قاعدة بيانات الأفلام السويدية (السويدية)
- ريتشارد ماركود على موقع إن إن دي بي (الإنجليزية)
- ريتشارد ماركود على موقع ديسكوغز (الإنجليزية)
- ريتشارد ماركود على موقع قاعدة بيانات الفيلم (الإنجليزية)
- ريتشارد ماركود على موقع كينوبويسك (الروسية)